# Улица Тоом-Кооли
Улица То́ом-Ко́оли (эст. Toom-Kooli tänav, с эст. улица Домской школы), с 1923 до 1987 года — улица Тоомкооли — улица в историческом районе Старый город Таллина, на Вышгороде.

## География
Пролегает в микрорайоне Ваналинн городского района Кесклинн. Начинается от площади Лосси, заканчивается выходом на улицу Кирику у Епископского сада.
Протяжённость — 187 метров.

## История
Своё название улица получила по находившейся здесь школе при Домском соборе. Первые упоминания об этой школе относятся к XIII веку, указ датского короля Эрика VI Менведа (1319) предписывал учить детей таллинских граждан в этой школе. Школа меняла адреса (Тоом-Кооли 4, Тоом-Кооли 11).
В школе в разные годы учились Винфельман, Петерс, А. Ф. Миддендорф, художник Карл фон Винклер, Карл Эрнст фон Бэр, И. Ф. Крузенштерн. В 1916—1917 годах директором школы был Вильгельм Петерсен.
Названия улицы в письменных источниках разных лет:
- 1884 — нем. Schulstraße, Schneiderstraße, Schneidergasse;
- 1907 — Вышгородско-Школьная ул.;
- 1908, 1921 — эст. Kooli tänav;
- 1916 — Вышгородская-Школьная ул.;
- 1923 — эст. Toomkooli tänav;
- 1942 — нем. Domschulstraße;
- 1923—1987 — эст. Toomkooli tänav.

Современное название улицы было утверждено 2 июля 1987 года.

## Застройка
Улица имеет историческую застройку:

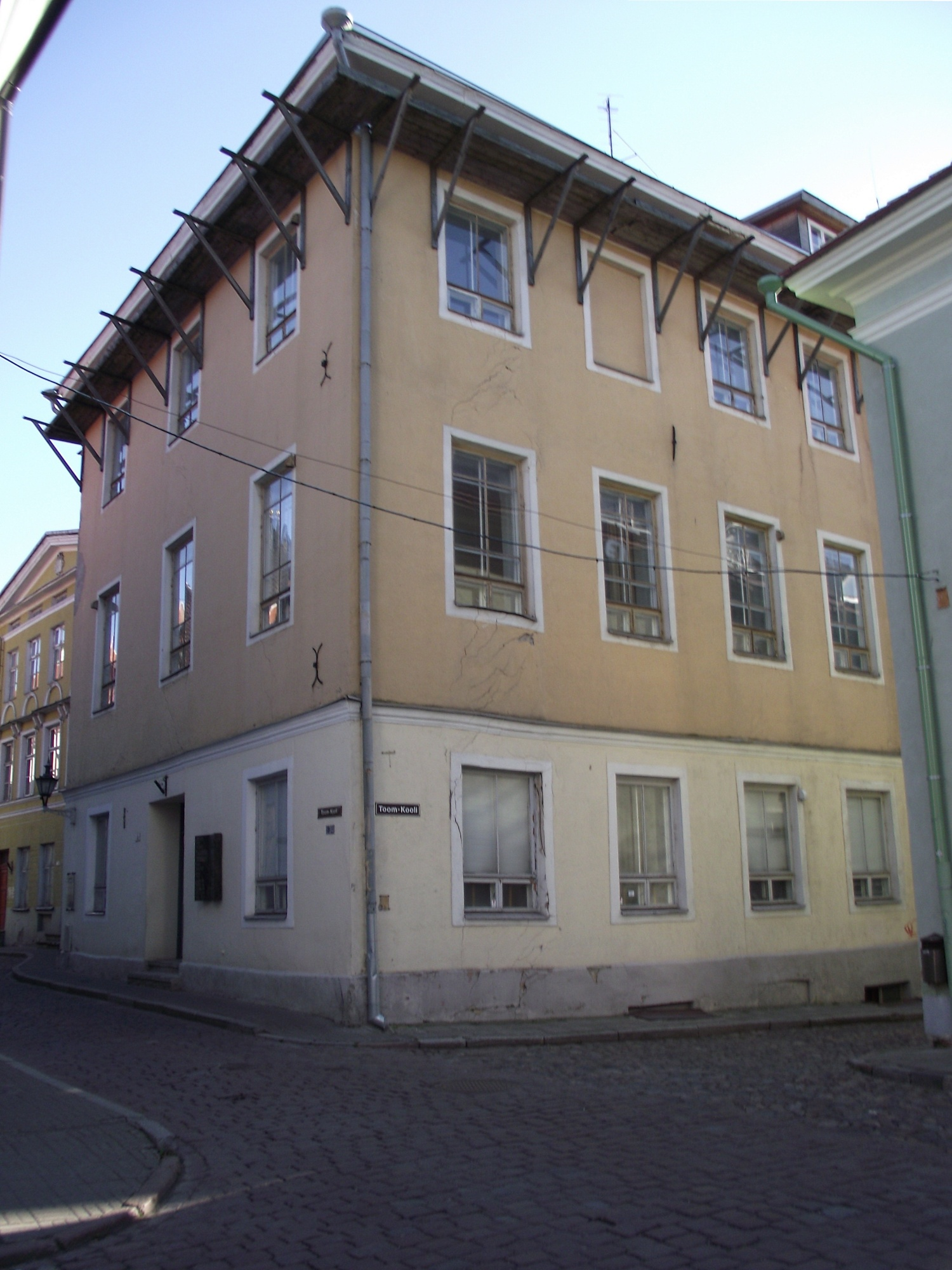
Домская школа, ул. Тоом-Кооли 11

Мемориальная доска Вольдемару Пансо

- Toom-Kooli tn 1 — 3-этажный дом, построен в 1928 году, на первом этаже ресторан;
- Toom-Kooli tn 3 — 4-этажное административное здание (1928);
- Toom-Kooli tn 4 — 3-этажный дом, построен в 1860 году. В здании работает Эстонская школа исполнительского искусства, на стене здания в 1979 году была установлена мемориальная доска режиссёру Вольдемару Пансо;
- Toom-Kooli tn 5 — 4-этажное офисное здание (1926);
- Toom-Kooli tn 6 — Домский собор[8];
- Toom-Kooli tn 7 — 4-этажный жилой дом, построен предположительно в 1940 году;
- Toom-Kooli tn 9 — 3-этажный дом, построен в 1926 году;
- Toom-Kooli tn 11 — 3-этажное здание (1882), Домская школа;
- Toom-Kooli tn 13 — 2-этажный офисно-жилой дом,
- Toom-Kooli tn 17 — 2-этажное здание, Эстонская торгово-промышленная палата[9][10].

## Улица в кинематографе
На улице снят ряд эпизодов фильма «Украли Старого Тоомаса».